# Geschichte der Karpatenukraine
Der Artikel behandelt die Geschichte der Karpatenukraine, die heute als Oblast Transkarpatien Teil der Ukraine ist.

## Erste slawische Besiedlung
Nachdem das Gebiet der Karpatenukraine in der Völkerwanderungszeit von verschiedenen Völkern bewohnt worden war, besiedelten im 6. Jahrhundert vom Norden kommende Slawen den mittleren Teil. Im 7. Jahrhundert grenzte das dünn besiedelte Gebiet im Süden an das Reich der Awaren. Im 8. Jahrhundert wurde die Besiedlung der Karpatenukraine dichter. Im 9. Jahrhundert war der westliche Teil wahrscheinlich Bestandteil des Neutraer Fürstentums in der heutigen Slowakei und im gleichen Jahrhundert sicherlich Bestandteil von Großmähren mit einer wichtigen Burgstätte in Uschhorod. Der südwestliche Teil des Gebiets bildete wahrscheinlich 896 das erste Ziel des erfolgreichen Angriffs der aus Asien stammenden Nomadenstämme der Magyaren gegen Großmähren. Nach ungarischen Sagen sind die Ungarn über den Verecke-Pass in das Karpatenbecken eingedrungen.

## Teil Ungarns und Siebenbürgens
Nach der Landnahme der Magyaren im 10. Jahrhundert wurde das Gebiet nach und nach an Ungarn angeschlossen. Die damaligen Bewohner werden in den Quellen in der Regel nur als Rutheni Regiae Majestatis bezeichnet, das heißt ruthenische militärische Kolonien in königlichen Diensten. Russinische Bauern werden erst im 13. Jahrhundert erwähnt. Bis 1918 umfasste das Gebiet innerhalb Ungarns die Komitate Ung (siehe auch Usch), Bereg, Ugocsa und den nördlichen, größeren Teil von Máramaros.
Nach dem Mongoleneinfall von 1242 wurde das fast entvölkerte Gebiet neuerlich von Russinen besiedelt. Vom 13. bis zum 15. Jahrhundert gelangten Teile der Karpatenukraine als Geschenk an Fürsten aus dem Gebiet hinter den Karpaten. So wurde in der zweiten Hälfte des 13. Jahrhunderts die Burg Füzér (heute in Ungarn) mit zwei Dörfern (Possessiones Rutheni coles) dem Fürsten Rostislav Michajlovič geschenkt, während Mukatschewo 1396 an den Fürsten Fedir Korjatovič fiel. Dieser hat später das orthodoxe Kloster des Hl. Nikolaus auf dem Hügel des Mönchs errichtet.
Etwa seit dem 13. Jahrhundert kam es zur Kolonisierung durch Walachen, das heißt, es wurden Gemeinden (Krajna) nach walachischem Recht gegründet. Um 1440 begannen die ersten orthodoxen Bischöfe, von Mukatschewo aus für die Russinen in den Karpaten tätig zu sein. Seit dieser Zeit beschäftigte sich die Bevölkerung hauptsächlich mit Viehzucht und -handel.
Die meisten ethnischen Magyaren wanderten erst seit der Mitte des 16. Jahrhunderts in den südwestlichen Teil der Karpatenukraine ein, nachdem der Großteil des heutigen Ungarns Bestandteil des Osmanischen Reiches geworden war.
Vom 16. bis zum 18. Jahrhundert waren die östlichen zwei Drittel des Gebiets, zeitweise auch das ganze Gebiet Bestandteil des Fürstentums Siebenbürgen, das ein selbständiger osmanischer Vasallenstaat war. Im Jahre 1646 wurde durch die Union von Uschhorod die Ruthenische griechisch-katholische Kirche in Ungarn (Ostslowakei, Karpatenukraine, nordöstliches heutiges Ungarn) Rom unterstellt. Dadurch entstand die heutige griechisch-katholische Kirche. 1698–1699 erschienen die ersten für die Russinen bestimmten Bücher: die Fibel und der Katechismus. Die erste russinische Zeitung kam 1867 heraus. Seit 1687 war die Karpatenukraine nach der Vertreibung der Osmanen wieder Teil des Königreichs Ungarn unter habsburgischer Herrschaft. Um 1700 bildete die westliche Karpatenukraine die Ausgangsbasis für die antihabsburgischen Aufstände von Emmerich Thököly und vor allem von Franz II. Rákóczi. Diese erfolgten von einem Gebiet aus, das damals Teil des königlichen Ungarn war und heute Teil der Slowakei ist.

### Die Nationale Wiedergeburt der Russinen
Die bereits in der 1. Hälfte des 19. Jahrhunderts erfolgte Nationale Wiedergeburt der Tschechen und Slowaken fand bei den Russinen erst 1849–1867 statt, allerdings ohne nennenswerte Folgen. Nachdem 1849 die ungarische Revolution von russischen Truppen niedergeschlagen worden war, legten die Russinen unter der Führung des Politikers Adolf Ivan Dobrjanský der Regierung ihre Forderungen nach Anerkennung ihrer Nation, Sprache sowie nach einer entsprechenden Verwaltungsgliederung vor. Nach dem Ausgleich von 1867 waren die Russinen genauso wie alle anderen Nationalitäten in Ungarn einem starken Magyarisierungsdruck ausgesetzt. Die Ungarische Staatsbahn eröffnete ab 1872 die Eisenbahnlinien (Budapest–Uschhorod (Ungvár) sowie Lemberg–Budapest). Seit 1880 fand eine massive Auswanderung in die USA statt. Am Ende des 19. Jahrhunderts brach ein erster Aufstand gegen Ungarn aus. Dieser hatte den Anschluss an das ukrainische Gebiet, das damals zum Russischen Kaiserreich gehörte, zum Ziel.
Das Territorium wurde 1919 der Tschechoslowakei angegliedert und war eine der wirtschaftlich rückständigsten Gegenden Europas. Es gab kaum Industrie und das Land gehörte ungarischen Großgrundbesitzern (Magnaten), die meist nur zur Jagd in die Karpaten fuhren. Die russinischen und ukrainischen Bewohner waren größtenteils immer noch Analphabeten. Die Emigration in die USA hielt an.

## Teil der Tschechoslowakei

Karpatenukraine mit der Grenzsituation von 1938

Im Zuge des Zerfalls von Österreich-Ungarn waren einige Russen und Ukrainer im November 1918 für eine Angliederung an die Ukraine, andere wollten zu Russland, andere wiederum eine Autonomie innerhalb Ungarns, und der amerikanische Nationalrat der Russinen vereinbarte mit Tomáš Garrigue Masaryk die Angliederung an die neu entstandene Tschechoslowakei. Am 26. Dezember gestand Budapest dem Gebiet eine Autonomie (unter dem Namen Ruska Krajina) zu, die im März 1919 innerhalb der kurzlebigen Ungarischen Räterepublik noch ausgeweitet wurde.
Die Alliierten beschlossen jedoch, das Gebiet der Tschechoslowakei anzuschließen, da sich diese als das stabilste und wirtschaftlich stärkste Land Mitteleuropas erwies, was für die multiethnische und rückständige Karpatenukraine damals wichtig war. Für die Tschechoslowakei war das Gebiet von hoher strategischer Bedeutung, weil es die einzige direkte Verbindung zum Verbündeten Rumänien darstellte. Nachdem tschechoslowakische Truppen das Gebiet 1919 besetzt hatten, stimmte der Zentrale Nationalrat der Russinen in Uschhorod am 8. Mai 1919 für eine Angliederung an die Tschechoslowakei.  Mit dem Vertrag von Saint-Germain vom 10. September 1919 erhielt die Tschechoslowakei die Karpatenukraine, mit der bei der Pariser Friedenskonferenz gestellten Auflage, dieser eine weitreichende Autonomie zu gewähren. Diese Autonomie wurde dem Gebiet jedoch in der Praxis bis 1938 nicht gewährt (das Parlament für das Gebiet wurde nie einberufen, der Gouverneur wurde vom Präsidenten der Tschechoslowakei ernannt) und das Gebiet bildete de facto nur eine Provinz namens „Karpatorussinien“ (Podkarpatská Rus, wörtlich „Subkarpatisches Russinien“). Hauptstadt war wie heute Uschhorod.
Der Grenzverlauf zu Rumänien wurde durch einen kleinen Gebietsaustausch 1921 nochmals geändert, dabei wurde das Gebiet um die Ortschaften Veľká Palad, Fertešalmáš und Aklín gegen ein weiter östlich gelegenes Gebiet um die Ortschaften Bočkov (rumänisch Bocicău), Komlóš (rumänisch Comlăușa), Veľká Ternavka (rumänisch Tarna Mare), Suchý potok (rumänisch Valea Seacă) sowie weiter im Osten südlich der Theiß bei Tjatschiw der Ort Valea Francisc/Franzensthal (heute rumänisch Piatra) getauscht.
Die Bevölkerung war neben der fehlenden Autonomie auch mit dem Grenzverlauf zur Slowakei unzufrieden, da bei der Grenzziehung 1919 150.000 Russinen (bis heute) auf dem Gebiet der nordöstlichen Slowakei verblieben.
Der Grenzverlauf wurde von den Alliierten durch den Verlauf des Flusses Usch (heute ukrainisch Уж; slowakisch Uh; ungarisch Ung) festgelegt, um die designierte Hauptstadt Uschhorod wurde dabei allerdings die Verwaltungsgrenze herumgeführt (südlich von Onokovce (heute Onokiwzi) ging sie vom Flussverlauf des Uh nach Westen weg und um die Stadt herum) um dann südlich der Stadt bei Minaj (heute Mynaj) der Eisenbahnstrecke zu folgen und östlich von Tschop zur Grenze mit Ungarn zu stoßen. Erst 1928/1930 wurden die Grenzen neu festgelegt und folgende Orte kamen zur Karpatenukraine:
- Stará Stužica + Nová Stužica (heute Stuschyzja/Стужиця)
- Záhorb (heute Sahorb/Загорб)
- Lubňa (heute Lubnja/Лубня)
- Bystrý (heute Werchowyna-Bystra/Верховина-Бистра)
- Užok (heute Uschok/Ужок)
- Kostrina (heute Kostryna/Кострина)
- Domašín (heute Domaschyn/Домашин)
- Soľ (heute Sil/Сіль)
- Kňahynín (heute Knjahynja/Княгиня)
- Stričava (heute Strytschawa/Стричава)
- Veľký Berezný (heute Welykyj Beresnyj/Великий Березний)
- Malý Berezný (heute Malyj Beresnyj/Малий Березний)
- Zabosina (heute Sawosyna/Завосина)
- Mirča (heute Myrtscha/Мирча)
- Dubriniče (heute Dubrynytschi/Дубриничі)
- Novoselica (heute Nowoselyzja/Новоселиця)
- Perečín (heute Peretschyn/Перечин)
- Kamenica nad Uhom (heute Kamjanyzja/Кам’яниця)
- Huta (heute Huta/Гута)
- Nevické (heute Newyzke/Невицьке)
- Onokovce (heute Onokiwzi/Оноківці)
- Jovra (heute Storoschnyzja/Сторожниця)
- Minaj (heute Mynaj/Минай)
- Lekart/Lekárovce
- Botfalva (heute Botfalwa/Ботфалва)
- Šišlovce (heute Schyschliwzi/Шишлівці)
- Tarnovce (heute Tarniwzi/Тарнівці)
- Koncovo (heute Konzowo/Концово)
- Ketergeň (heute Rosiwka/Розівка)
- Homok (heute Cholmok/Холмок)

Das Gebiet erfuhr zu Zeiten der Tschechoslowakei einen deutlichen wirtschaftlichen Aufschwung, doch blieb es die bei weitem ärmste Region des Landes.
Aufgrund einer starken kulturellen und sprachlichen Verwandtschaft der Bevölkerung des Gebiets mit den Ukrainern, Lemken und Bojken in der Sowjetunion und im Polen der Zwischenkriegszeit gab es in der Karpatenukraine während der gesamten Zwischenkriegszeit sezessionistische Tendenzen.
Politisch war das Gebiet durch zahlreiche Parteien charakterisiert, von denen die politischen Gruppierungen der Ukrainophilen, der Russophilen, der Kommunisten und jene der Ungarn am wichtigsten waren. Die Ukrainophilen, die von der Nationalen Christlichen Partei von Awgustyn Woloschyn vertreten wurden, waren in der Regel griechisch-katholisch und überwiegend für eine Autonomie innerhalb der Tschechoslowakei, teilweise jedoch für eine Angliederung an die Ukraine. Die Russophilen, die von der Landwirtschaftlichen Föderation von Andrij Brodij bzw. von der faschistischen Partei von Fencik vertreten wurden, waren meist griechisch-orthodox und wollten ebenfalls Autonomie. Die Ungarn wurden von der Vereinigten Ungarischen Partei vertreten, die in den Wahlen konstant 10 % der Stimmen in der Karpatenukraine gewann und in permanenter Opposition zu Prag stand. Die aufgrund der Rückständigkeit des Gebiets starken Kommunisten waren für eine Angliederung an die Sowjetunion (Ukraine). Bei den Wahlen von 1935 gewannen diejenigen Parteien, die die Regierung in Prag unterstützten, nur 25 % der Stimmen, 63 % entfielen auf Gegner der Prager Politik wie die Kommunisten (25 % der Stimmen), die Ungarn-Partei und die autonomistischen Gruppierungen.
Nachdem auch die Slowakei Anfang Oktober 1938 ihre Autonomie innerhalb der Tschecho-Slowakei proklamiert hatte, wurde auch in der Karpatenukraine am 11. Oktober die erste autonome Regierung unter Andrij Brodij gebildet, am 26. Oktober 1938 die zweite unter Awgustyn Woloschyn. Das Gebiet wurde am 17. November 1938 dann offiziell in Karpatenukraine/Karpato-Ukraine (tschechisch Karpatská Ukrajina) umbenannt.

## November 1938–1945

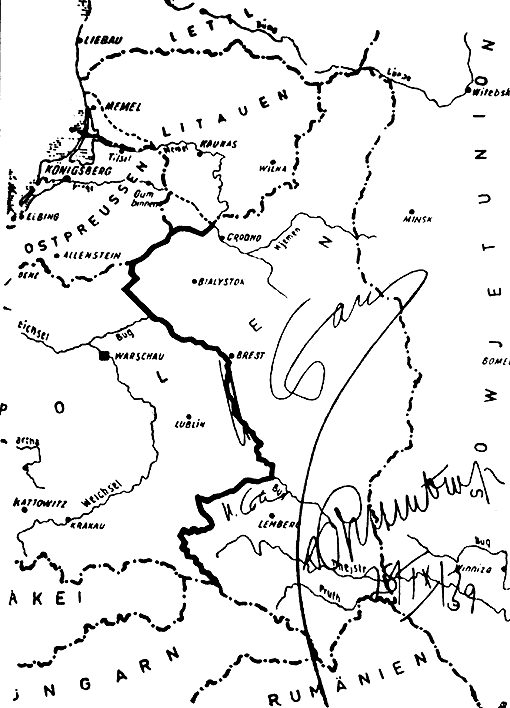
Karte vom 28. September 1939 mit den Unterschriften von Stalin und Ribbentrop. Die Karpatenukraine ist Teil Ungarns und grenzt nun an die UdSSR

Am 2. November 1938 wurde der südwestliche, überwiegend von Ungarn bewohnte Teil des Gebiets mit Mukatschewo (ungarisch Munkács) und Uschhorod (ungarisch Ungvár) aufgrund des Ersten Wiener Schiedsspruchs erneut Ungarn zugesprochen. Als neuer Regierungssitz der Karpatenukraine wurde daraufhin Chust bestimmt.
Allerdings wollte sich Ungarn mit den ethnischen Grenzen, wie sie im Wiener Schiedsspruch gezogen worden waren, nicht zufriedengeben. Das Ziel der ungarischen Politik war weiterhin die komplette Revision des Vertrags von Trianon. In Anbetracht der beschränkten ungarischen Mittel erschien als erster Schritt die vollständige Annexion der kleinen Karpatenukraine als realistisch. Diese hätte Ungarn vor allem eine gemeinsame Grenze mit dem befreundeten Polen und den Besitz der Theißquellen gebracht. Deshalb entfachte die von Miklós Kozma kontrollierte ungarische Presse bald nach dem Schiedsspruch eine Kampagne gegen die angeblich „mazedonischen Zustände“ in der Karpatenukraine. Kozma organisierte gleichzeitig die Infiltration der Karpatenukraine durch Angehörige der paramilitärischen Rongyos Gárda („Lumpengarde“) als Agents Provocateurs, eine Aktion, die sich allerdings desaströs entwickelte. Trotz eindringlicher Warnungen Deutschlands und Italiens vor einem militärischen Fiasko hoffte die Regierung unter Béla Imrédy, die beiden Mächte würden einen Überraschungscoup gegen die Karpatenukraine doch hinnehmen. Kurz vor dem Beginn des ungarischen Angriffs legten die Achsenmächte, die sich durch die Ungarn nicht kurz nach dem Schiedsspruch diskreditieren lassen wollten, am 20. November 1938 ein energisches Veto ein, worauf Miklós Horthys Angriffsbefehl widerrufen werden musste.
Nach der Zerschlagung der Tschechoslowakei durch Nazideutschland im März 1939 erklärte die benachbarte Slowakei ihre Unabhängigkeit (vgl.: Slowakischer Staat). Der Soim, das Parlament der Rest-Karpatenukraine, proklamierte am 15. März 1939 ebenfalls die Unabhängigkeit des Landes. Die Karpatenukraine wurde aber noch am gleichen Tag, im Widerspruch zu den Bestimmungen des Wiener Schiedsspruches, von Ungarn besetzt und annektiert. Ungarische Truppen stießen dabei auf bewaffneten Widerstand der einheimischen Bevölkerung. Die von Ungarn eine Woche später von der Karpatenukraine aus versuchte Eroberung der Slowakei schlug nach einigen Scharmützeln fehl.
Das Ungarn 1939 neu angegliederte Gebiet hatte 12.000 km² mit 622.000 Einwohnern, von denen allerdings nur 6 % ungarischer Muttersprache waren.
Im Juli 1941, nach dem Überfall auf die Sowjetunion, an dem auch Ungarn beteiligt war, wurden rund 15.000 jüdische Flüchtlinge aus der Karpatenukraine in die Westukraine deportiert. Die meisten davon wurden im Massaker von Kamenez-Podolsk durch deutsche Polizei- und SS-Truppen ermordet.
Nach der deutschen Besetzung Ungarns am 19. März 1944 wurden im April und Mai über 100.000 Juden aus der Karpatenukraine nach Auschwitz deportiert, wo 90 % von ihnen umgebracht wurden. Im Herbst 1944 flohen vor der von Osten vorrückenden Roten Armee viele Deutsche und Ungarn aus der Karpatenukraine oder wurden vertrieben.
Das Gebiet war vorläufig wieder Bestandteil der Tschechoslowakei, und es wurde eine tschechoslowakische Delegation in das Gebiet geschickt. Die wirkliche Macht lag jedoch in den Händen der allerorts gebildeten lokalen Nationalausschüsse, deren Kontaktaufnahme mit den tschechoslowakischen Behörden von der sowjetischen Besatzungsmacht systematisch unterbunden wurde. Edvard Beneš verbot die Tätigkeit der ungarischen, deutschen und russophilen Parteien sowie der faschistischen Fencik-Partei. Übrig geblieben waren damit praktisch nur die Kommunisten und die Anhänger der provisorischen Regierung der Tschechoslowakei. Am 26. November 1944 sprach sich eine Versammlung der Nationalausschüsse in Mukatschewo auf Initiative der Kommunisten von Mukatschewo schließlich für eine Angliederung an die Sowjetunion als „Transkarpatische Ukraine“ aus. Hierbei handelte es sich um eine Entscheidung von Josef Stalin selbst. Nach anschließenden Verhandlungen zwischen der tschechoslowakischen Exilregierung und der Sowjetunion überredeten die (seit dem Zweiten Weltkrieg teilweise von Moskau aus gesteuerten) tschechoslowakischen Kommunisten Beneš, das Gebiet an die Sowjetunion abzutreten. So wurde vereinbart, das Gebiet nach Kriegsende der Sowjetunion zu übergeben.
Am 29. Juni 1945 wurde in Moskau zwischen den Außenministern beider Staaten ein Vertrag unterschrieben, der die Übergabe der Karpatenukraine an die Sowjetunion besiegelte. Außerdem kam es zu einer kleinen Grenzkorrektur, bei der eine Stadt und einige Gemeinden im Gebiet südlich von Uschhorod bis nach Tschop zum sowjetischen Staatsgebiet kamen:
| Slowakisch        | Ukrainisch       | Transkription   | Ungarisch 2   |
| ----------------- | ---------------- | --------------- | ------------- |
| Galoč             | Галоч            | Halotsch        | Gálocs        |
| Palov             | Палло            | Pallo           | Palló         |
| Batva             | Батфа            | Batfa           | Bátfa         |
| Palaď + Komarovce | Паладь-Комарівці | Palad-Komariwzi | Palágykomoróc |
| Surty             | Сюрте            | Sjurte          | Szürte        |
| Malé Rátovce      | Малі Ратівці 1   | Mali Ratiwzi    | Kisrát        |
| Veľké Rátovce     | Великі Ратівці 1 | Welyki Ratiwzi  | Nagyrát       |
| Malé Slemence     | Малі Селменці    | Mali Selmenzi   | Kisszelmenc   |
| Šalamúnová        | Соломоново       | Solomonowo      | Tiszasalamon  |
| Téglás            | Тийглаш          | Tyjhlasch       | Kistéglás     |
| Čop               | Чоп              | Tschop          | Csap          |

Im Gegenzug kam der Ort Lekárovce 1946 zur Tschechoslowakei.
Die zahlreichen Tschechen und Slowaken, die in der Karpatenukraine lebten, hatten die Möglichkeit erhalten, tschechoslowakische Staatsbürger zu werden. Die Sowjetunion gliederte das Gebiet der Ukrainischen Sowjetrepublik an.
Seither teilt das Gebiet die Geschichte der Ukraine.